# NGC 1560
NGC 1560 (també coneguda com a IC 2062) és una galàxia espiral a la constel·lació de la Girafa. Posseeix una declinació de +71° 52' 46" i una ascensió recta de 4 hores, 32 minuts i 47,5 segons.